# Psittacantheae
Psittacantheae, tribus biljaka iz porodice ljepkovki. Sastoji se od 4 podtribusa, a tipični rod je Psittacanthus iz Srednje i Južne Amerike.

## Opis
Pleme Psittacantheae sastoji se od četiri podplemena: Psittacanthinae, Ligarinae, Notantherinae (južni Čile) i Tupeinae (Novi Zeland), koja tvore politomiju. Gotovo sve vrste Psittacanthinae tropske su rasprostranjenosti i obuhvaćaju širok raspon nadmorske visine. Ligarinae uključuje dva roda, Ligaria s vrstama rasprostranjenim u umjerenom i sub-umjerenom pojasu Južne Amerike i Tristerix, koji uključuje južnu kladu vrsta iz umjerenog pojasa Argentine i Čilea i sjevernu kladu s tropskim visokoandskim vrstama (Amico, Vidal-Russell, & Nickrent, 2007).

## Podtribusi i rodovi
1. Ligarinae Nickrent & Vidal-Russ.
  1. Ligaria Tiegh.
  2. Tristerix Mart.
2. Notantherinae Nickrent & Vidal-Russ.
  1. Desmaria Tiegh.
  2. Notanthera G.Don
3. Psittacanthinae Engl.
  1. Aetanthus (Eichler) Engl.
  2. Cladocolea Tiegh.
  3. Dendropemon (Blume) Rchb.
  4. Maracanthus Kuijt
  5. Oryctanthus Eichler
  6. Oryctina Tiegh.
  7. Panamanthus Kuijt
  8. Passovia H.Karst.
  9. Peristethium Tiegh.
  10. Phthirusa Mart.
  11. Psittacanthus Mart.
  12. Struthanthus Mart.
  13. Tripodanthus Tiegh.
4. Tupeinae Nickrent & Vidal-Russ.
  1. Tupeia Cham. & Schltdl.